# Комета (завод, Новосибирск)
«Комета» (устар. Новосибирский завод точного машиностроения; «Точмаш») — завод, основанный в 1941 году в Дзержинском районе Новосибирска. Выпускал оборонную продукцию, телевизионную технику и т. д. Награждён орденом «Знак Почёта».

## История
В сентябре 1941 года по приказу Наркомата боеприпасов СССР на основе двух эвакуированных в Новосибирск заводов — таганрогского завода № 65 и люберецкого завода № 512 — создаётся новое предприятие № 564 по изготовлению взрывательной техники, его разместили на территории строившегося трикотажного комбината.
В декабре 1941 года завод произвёл 150 штук радиостанций А-7, 100 тысяч корпусов для 20-миллиметровых осколочно-зажигательных снарядов авиавыстрела и 10 тысяч взрывателей К-6. В военный период предприятие постоянно наращивало производство радиостанций, корпусов для 20- и 23-мм осколочно-зажигательных снарядов и взрывателей КТМ, В-179, К-6. На Всесоюзном соревновании предприятий Наркомата боеприпасов завод удостоился 10 классных мест, 5 из которых — первые.
В послевоенное время завод осваивал новые усложнённые виды взрывательной техники, а в 1961 году он начинает выпуск ракетного вооружения, производство радиолокационных устройств для ракет разных классов (например, для зенитно-ракетных комплексов) и т. д.
1 июля 1961 года вышло постановление Совмина СССР, в соответствии с которым завод в 1964 году начал серийный выпуск видеомагнитофонов для записи чёрно-белого телевизионного сигнала «Кадр-1», а с 1969 года — цветных видеомагнитофонов «Кадр-3». Для записи летних Олимпийских игр 1980 года предприятие полностью оснастило своими видеомагнитофонами Останкинский телецентр. Также их поставляли в страны СЭВ.

### Звуковые катушечные магнитофоны
- 1956 — «Мелодия» (копия Grundig TK5)[3]
- 1956 — «Мелодия МГ-56» (копия Grundig TK820)[4]
- 1959 — «Мелодия-2»[5]
- 1959 — «Комета»[6]
- 1961 — «Комета МГ-201»[7]
- 1966 — «Комета-206»[8]
- 1968 — «Комета МГ-201М»[9].
- 1969 — «Комета-209»[10]
- 1976 — «Комета-212-стерео»[11]
- 1982 — «Комета-212М-стерео»[12]
- 1982 — «Комета-120-стерео»[13]
- 1983 — «Комета-212-1-стерео»[14]

Также с 1987 года выпускался кассетный магнитофон «Комета-225С»
В 1990-е годы завод производил сварочные аппараты, электродвигатели, медицинскую технику и т. д.

## Руководители
- А. Г. Толстов (1941)
- Н. Г. Юрин (1942)
- К. В. Безбородов (1942—1945)
- П. В. Родионов (1945)
- В. К. Андреев (1945—1946)
- М. Я. Шнейдер (1946—1951)
- Н. А. Багаев (1951—1954)
- М. Н. Королёв (1954—1974)
- В. М. Бочков (1974—1979)
- Ж. Ф. Крючков (1979—1987)
- А. П. Евтушенко (1987—1993)
- В. Н. Девизоров (1993—1997)
- П. В. Канцлер (с 1997)[1]

## Награды
В 1971 году завод награждён орденом «Знак Почёта» за развитие производства телевизионной техники.

## ООО «КОМЕТА»
C 2017 — ООО.
Производство электронных вакуумных ламп и трубок и прочих электронных вакуумных приборов,
Управляющий Федченко Анатолий Иванович ИНН 540607098596